# Calycina (grzyby)
Calycina Nees ex Gray (kalicina) – rodzaj grzybów z rodziny Pezizellaceae.

## Systematyka i nazewnictwo
Pozycja w klasyfikacji według Index Fungorum: Pezizellaceae, Helotiales, Leotiomycetidae, Leotiomycetes, Pezizomycotina, Ascomycota, Fungi.
Takson utworzyli w 1821 r. Christian Gottfried Daniel Nees von Esenbeck i Samuel Frederick Gray. Synonimy nazwy naukowej: Antinoa Velen., Calycella (Fr.) Boud., Cystopezizella Svrček, Eubelonis Clem., Helotium subgen. Calycella Fr., Pezizella Fuckel.
Gatunki występujące w Polsce:
- Calycina citrina (Hedw.) Gray 1821 – kalicina cytrynowa
- Calycina chionea (Fr.) Kuntze 1898
- Calycina herbarum (Pers.) Gray 1821
- Calycina claroflava (Grev.) Kuntze 1898
- Calycina subtilis (Fr.) Baral 1985

Nazwy naukowe na podstawie Index Fungorum. Wykaz gatunków według M.A. Chmiel i innych (podane jako Bisporella, Pezizella i inne). Polskie nazwy na podstawie rekomendacji Komisji ds. Polskiego Nazewnictwa Grzybów przy Polskim Towarzystwie Mykologicznym.